# Gephyromantis cornutus
Gephyromantis cornutus es una especie de anfibios de la familia Mantellidae.
Es endémica de Madagascar.
Su hábitat natural incluye bosques bajos y secos, montanos tropicales o subtropicales secos y ríos.
Está amenazada de extinción por la pérdida de su hábitat natural.